# Dziedzictwo (cykl powieści)
Cykl Dziedzictwo (ang. Inheritance Cycle) – seria książek fantasy napisanych przez Christophera Paoliniego. Dawniej nazwana Trylogia Dziedzictwo (ang. Inheritance Trilogy), lecz ze względu na zmianę liczby tomów seria została przemianowana.
W skład cyklu wchodzą cztery księgi:
- Eragon
  - wydana: 26 sierpnia 2003 (Polska: 7 stycznia 2005)
  - film: 2006, reż. Stefen Fangmeier
- Najstarszy
  - wydana: 23 sierpnia 2005 (Polska: 14 listopada 2005)
  - tytuł oryginału: Eldest
- Brisingr
  - wydana: 20 września 2008 (Polska: 21 listopada 2008)
- Dziedzictwo
  - data premiery: 8 listopada 2011 (Polska: I część 9 listopada 2011, II część 25 stycznia 2012)
  - tytuł oryginału: Inheritance

## Streszczenia

### Eragon
Arya wiezie jajo przez las z dwoma innymi elfami, ale zostaje zaatakowana przez Durzę i urgali. Próbuje uciekać, lecz jej się nie udaje, więc przenosi jajo przypadkowo do Kośćca (góry w pobliżu Carvahall). W tym samym czasie, Eragon poluje w górach, gdy wystrzela strzałę, pojawia się jajo. Chłopak myśli, że to zwykły niebieski kamień. Wraca do domu w Carvahall, gdzie mieszka razem z wujem Garrowem i kuzynem Roranem. Pewnej nocy kamień wydaje dźwięki i wykluwa się z niego smoczyca, Eragon zrozumiał, że ten kamień to było jajo smoka. Pewnego dnia w wiosce pojawiają się Ra'zacowie i szukają niebieskiego jaja. Zabijają Garrowa i odjeżdżają na poszukiwanie Eragona. Chłopak wraz z Bromem uciekają razem. Jadą na koniach do Teirmu, gdzie mieszka przyjaciel Broma, Jeod. Dowiadują się w jakim mieście są Ra'zacowie i tam wyruszają. W Dras-Leonie w świątyni, która czciła Helgrind, Eragona dopadają stwory, ale on ucieka im. Potem on, Brom i Saphira wpadają w ich pułapkę. Ratuje ich nieznajomy, Murtagh. Brom został ciężko ranny i wkrótce umiera, jednak zdążył ujawnić Eragonowi swoją przeszłość. Po śmierci Broma Eragon wraz z Saphirą i Murtaghiem wędrowali wypatrując kryjówki Vardenów, silnego narodu przeciwstawiającego się królowi, o którym Brom wspomniał w swoich opowiadaniach.
W czasie wędrówki Eragon miał powtarzające się często sny o elfce, zamkniętej w więzieniu i torturowanej. W końcu, Eragon został pojmany i uwięziony w tym samym więzieniu, gdzie przebywała elfka. Murtagh i Saphira z wielką odwagą pomogli Eragonowi w ucieczce (wraz z elfką) z więzienia. Eragon dowiedział się, poprzez wejście do umysłu Aryi, że w więzieniu zatruwali jej organizm, a odtrutka znajduje się u Vardenów. Nowy Jeździec napotkał wiele przeszkód na swojej drodze do Vardenów, między innymi armię urgali. Po tych trudach w środku fortecy Vardenów, schowanej pod Górami Beorskimi, Eragon dowiedział się o pakcie zawartym między krasnoludami, elfami i Vardenami oraz w jaki sposób jajo Saphiry w magiczny sposób pojawiło się w Kośćcu.
Niedługo zaczęła się bitwa z urgalami. Przechwycona przez Vardenów wiadomość od Galbatorixa wyjaśniała, że król jest w to zamieszany. Wszystko wyglądało na to, że Urgale zwyciężą i zajmą fortecę Vardenów, jednak Eragon z pomocą Aryi i Saphiry zabił Cienia, lecz ceną za to była straszliwa rana na jego plecach, oszpecającą jego ciało. Wkrótce po tym Vardeni pokonali urgali. Pozostałości świadomości Durzy opętuje Eragona. Ocala go jednak umysłem tajemniczy Togira Ikonoka, który każe Eragonowi odnaleźć go w Ellesmérze.

### Najstarszy
Książka zaczyna się śmiercią Ajihada i porwaniem przez urgali Murtagha i Bliźniaków, którzy zostają uznani za zmarłych. Przywódcą Vardenów zostaje, wybrana przez Radę Starszych, Nasuada. Eragon, Arya i Orik wyruszają do lasu Du Weldenvarden do Ellesméry.
Tymczasem na Carvahall napadają wojownicy Galbatorixa i Ra'zaców. Katrina – narzeczona Rorana – zostaje porwana, a Roran postanawia wyruszyć do Nardy, by później wypłynąć do Surdy. Nazywa siebie „Młotoręki”.
Eragon przyjmuje zaproszenie do klanu Hrothgara. W czasie wędrówki odwiedzają Tarnag, a Eragon poznaje religię i bogów krasnoludów w świątyni Celbedeil. Wreszcie dochodzą do Ellesméry, gdzie okazuje się, że Arya jest córką królowej Islanzadí. Eragon spotyka Smoczego Jeźdźca Oromisa, który razem ze swym smokiem Glaedrem uczy go i Saphirę m.in. Pradawnej Mowy, medytacji czy magii.
Roran razem z mieszkańcami Carvahall idzie do Nardy, a stamtąd płynie do Teirmu, gdzie spotykają Jeoda, który pomaga im porwać statek i uciec nim do Surdy.
Nasuada poznaje Elvę, dziewczynę, która, okazuje się, została „pobłogosławiona” przez Eragona, który źle sformułował słowa w Pradawnej Mowie każąc jej bronić osoby od złego. Ratuje Nasuadę, która została zaatakowana przez Draila, który należy do Czarnej Ręki, czyli agentów szpiegujących dla Galbatorixa w Surdzie.
Eragon podczas zajęć u Oromisa stwarza fairth Aryi, co doprowadza ją do szału. Eragon przeprasza ją, ale w czasie trwania Agaetí Blödhren wyznaje jej miłość. Ona wyrusza do Surdy, a on, gdy dowiaduje się o nadciągającej bitwie, też tam podąża razem z Orikiem.
Eragon w Surdzie spotyka Nasuadę, Angelę z Solembumem, Elvę i Aryę. Do Vardenów przychodzą urgale, którzy chcą im pomóc. Rozpoczyna się bitwa. Do Surdy przybywają mieszkańcy Carvahall i krasnoludy. Armię Galbatorixa prowadzi Smoczy Jeździec, którym okazuje się Murtagh. Zabija on Hrothgara i informuje Eragona, że obaj są synami Morzana oraz mówi że złożył przysięgę Galbatorixowi w pradawnej mowie i nie może jej złamać o czym mówi w Pradawnej Mowie (nie może kłamać). Tymczasem Roran zabija Bliźniaków. Murtagh oszczędza Eragona, ale zabiera mu Zar'roca. Bitwa kończy się zwycięstwem Vardenów. Po bitwie przywódcy Vardenów i sojuszników spotykają się i Eragon opowiada czego dowiedział się od Murtagha oraz składa obietnicę Roranowi, że razem pomszczą Garrowa i uwolnią Katrinę.

### Brisingr
Eragon, Roran i Saphira uwalniają Katrinę z więzienia, a samych Razack'ów zabijają. Eragon na Saphirze odesłał Rorana i Katrinę do Vardenów, a sam pozostał w Helgrindzie, aby zająć się Sloanem.
W dzień ślubu Rorana i Katriny, mały oddział 300 żołnierzy Imperium, w tym Murtagh i Cierń, zaatakowali Vardenów. Ponownie, Murtagha trudno pokonać, gdyż ma on nieznane źródło nadprzyrodzonej energii, która go wspomaga, jednak z pomocą magów i Aryi Eragonowi udaje się go przegnać.
Nasuada prosi Eragona żeby bez Saphiry wyruszył do Tronjheimu i wziął udział w wyborze nowego Krasnoludzkiego króla jako członek Durgrimst Ingietum. Saphira pozostaje na miejscu w razie gdyby Murtagh próbował zaatakować wojska Vardenów. Gdy Orik został wybrany na nowego króla, Saphira przylatuje do Tronjheimu, gdzie z Eragonem znów są razem. Postanawiają wrócić do Ellesméry aby sprawdzić, czy Oromis wie dlaczego Galbatorix i Murtagh są tak silni. Dowiadują się, że źródłem mocy Galbatorixa jest duża ilość „serca serc” (Eldunari). Jest to serce smoka, organ, który zbiera energię z nieznanego zjawiska. Glaedr wyjaśnia, że Galbatorix kontroluje setki Eldunari, pochodzące ze smoków, które zabił podczas upadku, i one są źródłem mocy jego i Murtagha. Wkrótce potem Eragon i Saphira dołączają do Vardenów. Znajdują władczynię miasta Feinster, Lady Loranę, która jest zmuszona do posłuszeństwa Galbatorixowi. Prosi ona o pomoc Eragona i Aryę, aby zatrzymać magów Feinsteru, którzy zaczęli tworzyć nowego Cienia, który miał zasiać spustoszenie u Vardenów. Arya z pomocą Eragona zabija Cienia. Po bitwie, Eragon mówi Nasuadzie o istnienia Eldunari, jak również o śmierci Oromisa i Glaedra.

### Dziedzictwo

#### Tom 1
Belatona. Vardeni gotowi są do oblężeń miast. Eragon oraz Saphira wraz z Nasuadą zawierają sojusz z królem kotołaków Grrimrem Półłapym lecz on postawił warunki. Od tej chwili kotołaki stają się członkami Vardenów. Tajemniczy jeździec na koniu rani Saphirę włócznią Nierne, Orchideą wykutą przez elfy mającej na celu zabijanie smoków, podczas walki elfów ze smokami. Elfy ratują smoczycę a straż nad włócznią obejmuje Arya. Po zakończonej walce ciężarna przybyszka z Carwahall, Elain zaczyna rodzić. Niestety dziewczynka, Nadzieja rodzi się z kocią wargą. Próbę naprawienia twarzy Nadziei podejmuje się Eragon, który wspaniale spisuje się w tej roli. Vardeni docierają do Dras-Leony, okazuje się jednak, że miasta strzegą Murtagh i Cierń. Eragon jest sfrustrowany faktem, że w każdym pojedynku na miecze jego strażnik, elf Wyrden pokonuje go oraz że przegrywa z Aryą. Tymczasem Roran awansuje w szeregach Vardenów na kapitana i podejmuje się zdobycia miasta Aroughs. Oblężenie miasta zakończyło się sukcesem za pomocą podstępu. Eragon nadal ćwiczy walkę mieczem z Aryą, lecz teraz pod czujnym okiem mistrza Glaedra. Wkrótce Jeod, przyjaciel Broma, znajduje tunel znajdujący się pod Dras-Leoną. Eragon, Arya, Wyrden, Angela i Solembum podejmują się misji zbadania tunelu. Niestety zostają schwytani przez kapłanów Helgrindu. Wyrden ginie przebity szpikulcami wypełnionymi energią. Okazuje się, że nie czczą oni Helgrindu, lecz Dawne Istoty, którymi są Ra'zacowie. Eragon i Arya mają zostać ofiarami dwóch Ra'zaców. Ratuje ich Angela i kotołak Solembum. Ginie pas Belotha Mądrego. Po ucieczce ze świątyni, ekipa biegnie otworzyć bramy by wpuścić Vardenów do miasta. Jednak zaskakuje ich Cierń z Jeźdźcem i pułapką. Eragon wykorzystując energię zaczerpniętą z Arena, pierścienia Broma, burzy mur zablokowany śmieciami jednocześnie ułatwiając Vardenom zdobycia miasta. Po walce Vardeni odpoczywają w obozie. Nagle atakują ich Murtagh i Cierń i porywają Nasuadę. Odbywa się konklawe królów, w której zostaje uzgodnione że to Eragon zostaje przywódcą Vardenów. Eragon, tracąc nadzieję, zwrócił się do kotołaka Sulembuma, który powtórzył mu wskazówkę dotyczącą skały Kuthian oraz podał stronnicę starożytnej księgi. Saphira, Eragon i eldunari Gleadra wyruszają na zniszczoną wyspę mieszczącą dawną stolicę Jeźdźców, gdzie czeka na ich pomoc .

#### Tom 2
Nasuada zostaje zamknięta w komnacie Prawdomówczyni, po porwaniu przez Murtagha, w Uru' baenie. Nie poddaje się jednak Galbatorixowi i usilnie stawia mu opór. Podczas pobytu w stolicy Alagaesii, Nausada obdarza Murtagha sympatią.
Eragon, Saphira i eldunari Gleadra docierają na Vroengard. Po nieudanych próbach otworzenia skały Kuthian, znajdują swoje prawdziwe imiona i ponownie próbują odkryć sekret skały. Udaje im się. Na końcu tunelu znajdują setki smoczych jaj i Eldunari smoków których Galbatorix nie zniewolił. Dostają pomoc od smoków, ale rzucone przez smoki zaklęcie sprawia, że Eragon, Saphira i ich towarzysze zapominają o sekrecie skały Kuthian, i wyruszają w drogę powrotną. Udaje im się dotrzeć do obozu Vardenów dzień przed atakiem na Uru'aeben. Eragon wyznaje prawdę o Eldunari królowej Islanzadi, Aryi, królowi Orikowi i królowi Orrinowi. O świcie przypuszczają atak na stolice. Choć Eragonowi, Saphirze, Aryi i Elvie, elfi magowie zostali schwytani w drodze, udaje się odnaleźć Galbatorixa w sali tronowej, ten blokuje ich magię Słowem, imieniem imion. Wkrótce po tym Murtagh i Eragon zmuszeni są walczyć, lecz żadne nie może zabić drugiego. Pod koniec walki Murtagh na krótko atakuje króla Słowem, dzięki czemu uwalnia smoczycę, elfkę, czarownice-dziecko i jeźdźca. Galbatorix atakuje Eragona umysłem, eldunari smoków pomaga chłopakowi, a w tym czasie Cierń, Saphira i Arya pokonują Shurikana, czarnego smoka. Eragonowi z pomocą smoków udaje się rzucić na króla zaklęcie, dzięki któremu Galbatorix zostaje zniszczony. Murtagh uwalnia Nasuadę i ucieka wraz z Eragonem i resztą z zamku, choć Arya zostaje żeby uwolnić ostatnie smocze jajo i zniewolone eldunari. Po wszystkim Aryi udaje się przeżyć, lecz opłakuje śmierć matki w walce. Murtagh oddaje resztkę własnych Eldunari i odlatuje z Cierniem na północ. Nasuada zostaje wybrana na królową a Eragon postanawia odnowić pakt między smokami, ludźmi i elfami i powiększyć grono jeźdźców o urgale i krasnoludy. Niecały miesiąc później Arya powraca z Elessmery, wyjechała by pochować matkę, z diademem królowej na głowie i z Firnenem, zielonym smokiem wyklutym z ostatniego jaja. Saphira i Firnen zakochują się w sobie. Wkrótce po tym Eragon i Saphira lecą na Vroengard po kilka smoczych jaj, które mają się wykluć dla jeźdźców, by zabrać je do elfów, pozostałe eldunari i po dzikie jaja. Odnawia smoczy pakt, a na koniec odlatuje z Saphirą, Eldunari i kilkoma elfami poza granicę znanego im świata gdzie postanowił szkolić nowych jeźdźców.